# Isabel Téllez de Meneses

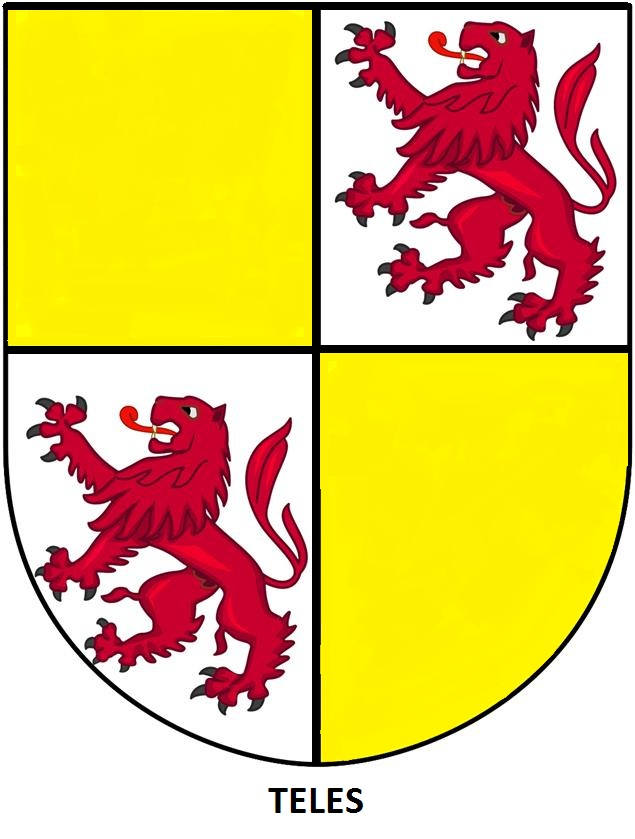
Escudo de armas de los Téllez de Meneses.

Isabel Téllez de Meneses (c.1314-después de 1370). Dama castellana, hija de Tello Alfonso de Meneses, señor de Meneses, y de María de Portugal, fue la X señora de Meneses, así como señora de Tiedra, Montealegre, Grajal de Campos y Alba de Liste.
Fue bisnieta de los reyes Fernando III de Castilla y Alfonso III de Portugal.

## Orígenes familiares
Hija de Tello Alfonso de Meneses, señor de Meneses, y de María de Portugal y Manuel, era nieta por parte paterna de Alfonso Téllez de Molina, hijo del infante Alfonso de Molina, y de su esposa Teresa Pérez de Asturias. Sus abuelos maternos fueron el infante Alfonso, hijo de Alfonso III de Portugal, y Violante Manuel, nieta de Fernando III de Castilla.

## Biografía
Nació hacia 1314, según el historiador y genealogista Jaime de Salazar y Acha. A la muerte de su hermano Alfonso Téllez de Meneses se convirtió en la señora de Meneses y heredó los señoríos de Tiedra, Montealegre de Campos, Grajal de Campos] y Alba de Liste.
En 1323, según Jaime de Salazar y Acha, Isabel Téllez contrajo matrimonio con Juan Alfonso de Albuquerque, señor de Alburquerque, Codosera, Medellín y Alconchel y que llegó a ser mayordomo mayor de la reina María de Portugal, esposa de Alfonso XI, ayo y mayordomo mayor de los infantes Fernando y Pedro, hijos de Alfonso XI, y alférez, canciller y privado del rey Pedro I de Castilla. Juan Alfonso de Alburquerque fue ejecutado en 1354 por orden de Pedro I de Castilla.
Tras la muerte del marido se unió a los partidarios de Enrique de Trastámara, defendiendo la inexpugnable fortaleza de Montealegre de Campos.
Isabel Téllez de Meneses falleció después de 1370, o después de 1354 según otros autores.

## Sepultura
Recibió sepultura en el monasterio de la Santa Espina, situado en la provincia de Valladolid. En el mismo monasterio había recibido sepultura en 1354 su esposo, Juan Alfonso de Alburquerque. Y posteriormente, en 1365, sería sepultado en el mismo lugar el hijo de ambos, Martín Gil de Alburquerque, ejecutado por orden del rey Pedro I de Castilla.

## Matrimonio y descendencia
Contrajo matrimonio, y en 1323 según Salazar y Acha, con su primo Juan Alfonso de Alburquerque, señor de Alburquerque, y nieto de Dionisio I de Portugal. De este matrimonio nació:
- Martín Gil de Alburquerque (c. 1325-1365). A la muerte de su padre se convirtió en señor de Alburquerque. Adelantado mayor del reino de Murcia, fue ejecutado por orden de Pedro I en 1365 y sepultado junto con sus padres en el monasterio de la Santa Espina.[10] Con su muerte sin descendencia, se extinguió la línea principal del linaje y el rey Pedro I incorporó sus bienes a la corona.[5][11]